# 艾莉克莎·黛沃洛斯
艾莉克莎·黛沃洛斯（英語：Alexa Davalos，原名Alexa Davalos Dunas，1982年5月28日—）是一个美国演员，出生于法国巴黎。曾出演《迷雾驚魂》、《超世紀封神榜》、《星际传奇2》、《高堡奇人》等影视作品。